# Saison 2017 de l'équipe cycliste Dimension Data-Qhubeka
La saison 2017 de l'équipe cycliste Dimension Data-Qhubeka est la deuxième de cette équipe.

## Préparation de la saison 2017

### Arrivées et départs
| Arrivées        | Équipe 2016                |
| --------------- | -------------------------- |
| Joseph Areruya  |                            |
| Getachew Atsbha |                            |
| El Mehdi Chokri | Centre mondial du cyclisme |
| Samuel Mugisha  |                            |
| Louis Visser    | LEADout-Ascendis           |
| Hafetab Weldu   |                            |

| Départs                 | Équipe 2017    |
| ----------------------- | -------------- |
| Ryan Gibbons            | Dimension Data |
| Keagan Girdlestone      |                |
| Jayde Julius            | AlfaBodyWorks  |
| Valens Ndayisenga       |                |
| Shameeg Salie           | AlfaBodyWorks  |
| Bonaventure Uwizeyimana |                |

## Coureurs et encadrement technique

### Effectif
| Cycliste               | Date de naissance | Nationalité    | Équipe 2016                |  |
| ---------------------- | ----------------- | -------------- | -------------------------- |  |
| Joseph Areruya         | 1er janvier 1996  | Rwanda         |                            |  |
| Getachew Atsbha        | 26 juin 1996      | Éthiopie       |                            |  |
| El Mehdi Chokri        | 23 janvier 1997   | Maroc          | Centre mondial du cyclisme |  |
| Stefan de Bod          | 17 novembre 1996  | Afrique du Sud | Dimension Data-Qhubeka     |  |
| Nicholas Dlamini       | 12 août 1995      | Afrique du Sud | Dimension Data-Qhubeka     |  |
| Metkel Eyob            | 4 septembre 1993  | Érythrée       | Dimension Data-Qhubeka     |  |
| Amanuel Gebrezgabihier | 17 août 1994      | Érythrée       | Dimension Data-Qhubeka     |  |
| Samuel Mugisha         | 5 décembre 1997   | Rwanda         |                            |  |
| Junrey Navarra         | 1er février 1992  | Philippines    | Dimension Data-Qhubeka     |  |
| Louis Visser           | 28 septembre 1998 | Afrique du Sud | LEADout-Ascendis           |  |
| Hafetab Weldu          | 11 septembre 1996 | Éthiopie       |                            |  |

## Bilan de la saison

### Victoires
| Date       | Course                                                   | Pays           | Classe | Vainqueur     |
| ---------- | -------------------------------------------------------- | -------------- | ------ | ------------- |
| 09/02/2017 | Championnat d'Afrique du Sud du contre-la-montre espoirs | Afrique du Sud | CN     | Stefan de Bod |